# Ilhas Daitō

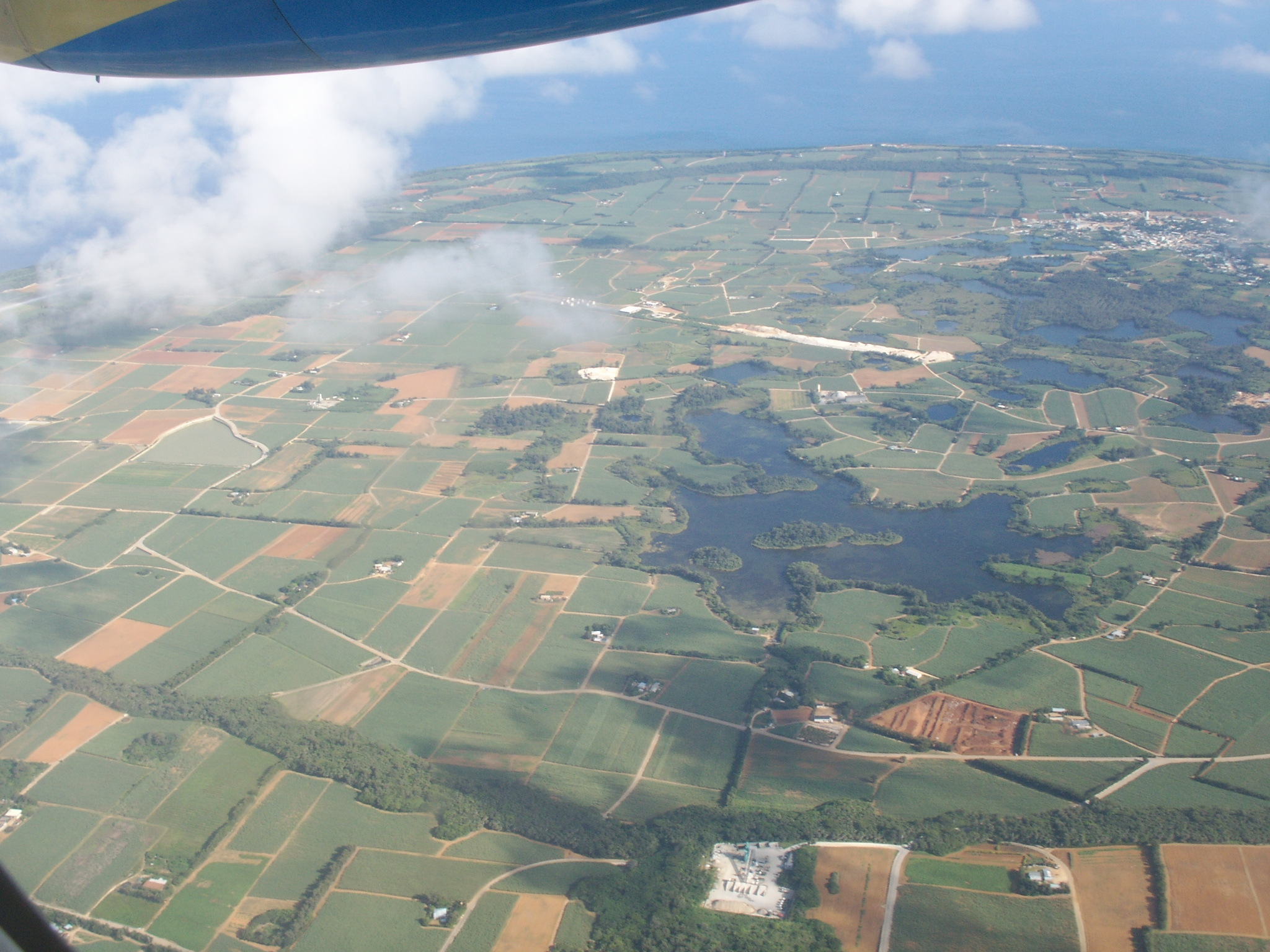
Vista aérea de Minamidaitojima.

As ilhas Daito (大東諸島, Daitō Shotō), também conhecidas por ilhas Borodino, são um grupo de três pequenas ilhas japonesas, com uma área total de 44,457 km² e 2 100 habitantes (2004), sitas a sudoeste do Japão. Apesar de distantes, as ilhas Daito são consideradas como o grupo insular leste das ilhas da prefeitura de Okinawa, a que administrativamente pertencem. Apesar de conhecidas pelo menos desde o século XVI, as ilhas permaneceram desabitadas até finais do século XIX, altura em que nelas se instalaram colonos japoneses.

## Geografia
Com uma área total de 44,5 km², o grupo é constituído pelas seguintes ilhas:
- Kita Daitō (kanji: 北大東島, Kita Daitō-jima), com 12.71 km² de área e 584 habitantes (2004), na posição geográfica 25° 57' N 131° 18' E;
- Minami Daitō (kanji: 南大東島, Minami Daitō-jima), com 30.6 km² de área e 1 400 habitantes (2004), na posição geográfica 25° 50' N 131° 14' E;
- Oki Daitō (kanji: 沖大東島, Oki Daitō-jima), também conhecida pelo nome de Rasa, é um ilhéu desabitado com 1,1 km² de área, na posição geográfica 24° 28' N 131° 11' E.

Os topónimos Kita, Minami e Oki significam, respectivamente, "Norte", "sul" e "ao largo", enquanto daitō significa "grande leste".

## História
As ilhas foram desabitadas até ao último quartel do século XIX, quando em pleno Período Meiji, nelas se instalaram colonizadores vindos do Japão. Os primeiros colonos fixaram-se na ilha de Minami Daitō em 1899, dedicando-se à plantação de cana-de-açúcar, uma cultura que ainda permanece importante nas ilhas. O guano da ilha de Oki Daitō começou a ser explorado em 1911, gerando importantes proventos.
A primeira notícia conhecida de registo visual das ilhas data de 28 de julho de 1587, quando um navio espanhol comandado por Pedro de Unamuno avistou naquela região do Pacífico duas pequenas ilhas, que significativamente foram descritas como Islas sin Probecho (ilhas sem proveito), assinaladas na altura dos 25° N. A partir daí, as ilhas passaram a ser representadas, sob diversas formas e nomes, na cartografia de cada época. Na cartografia de origem europeia encontram-se pelo menos as seguintes variante e outros tantos achamentos:
- A ilha Amsterdam, marcada a oeste de Malabrigo nas cartas de Matthijs Quast, do jesuíta Martino Martini, de Nicolas Sanson e de Jean Baptiste Nolin. De acordo com Erik Wilhelm Dahlgren[3] esta ilha parece pela primeira vez cartografada num mapa de 1635. Nos princípios do século XIX ainda se acreditava que a ilha existia, o que motivou a organização em 1827 de uma expedição comandada por Beechey para a encontrar. A ilha é claramente uma marcação na longitude errada da ilha Rasa, a moderna Oki Daitō.
- A expedição neerlandesa comandada por Maarten Gerritszoon Vries (a bordo do Castricum) e por Hendrik Corneliszoon Schaep (a bordo do Breskens) avistou a 8 de maio de 1643, na posição 24° 43'N e 151° 31' 30" E de Tenerife (135° 01'3 0" E), uma ilha a que deu o nome de Breskens Eylant. A ilha é descrita como uma pequena ilha aplainada, com cerca de 1,5 milhas  (aproximadamente 2,8 km) de comprimento, o que corresponde à Isla Rasa, hoje Okidaitojima (na realidade localizada na posição 24°28' N; 131°11 'E). Na carta de Quast, que foi utilizada na expedição de Maarten Vries, a ilha de Malabrigo aparece marca a 21 milhas a oeste de Breskens Eylant. No Daghregister (registo diário) da autoridade portuária de Batávia de 14 de dezembro de 1643, assinalando o regresso de Maarten Vries, a ilha descoberta é chamada de Malabriga.
- Numa carta desenhada em Londres no ano de 1817, na posição geográfica aproximada de 24° 45 N; 134° 10 E, aparece assinalada uma I. Dolores 1773, que sem dúvida se refere ao registo visual da ilha naquele ano por um galeão espanhol de Manila em viagem entre as Filipinas e a Nova Espanha. Sabe-se que em 1773 o galeão espanhol Nuestra Señora de Consolación, com Felipe Tompson como piloto, velejou de Manila para a Califórnia, via Nova Guiné. Naquele viagem foram avistados Helen Reef, Ngatik e Oroluk, todas nas Ilhas Carolinas. A rota mais a sul do que a habitual que foi seguida por Tompson parece contradizer o registo visual das ilhas Daito naquele ano, mas ele poderá ter iniciado a viagem pela rota normal, mais a norte, mas depois ter seguido o percurso que seria tentado sete anos depois, em 1780, pelo seu compatriota Francisco Antonio Maurelle e que seria posteriormente abandonada em favor do percurso tradicional.
- O navio mercante Felice, em viagem entre o porto de Whampoa (hoje parte de Cantão) e a costa noroeste da América, tendo como capitão o navegador e explorador britânico John Meares, a 4 e 5 de abril de 1788 avistou três ilhas, que ele acreditou serem novas descobertas, às quais deu o nome de Grampus Isles. Apesar da considerável diferença de longitude em relação à sua posição real, 14° 30' e 14° 55' 30", respectivamente, estas ilhas Grampus eram a Rasa (Oki Daitō-jima) e as Borodino (Minami Daitō-jima e Kita Daitō-jima).
- Outro erro de determinação da longitude da Rasa levou a aparecimento nas cartas da Kendrick Island (24° 35' N; 134° 00' E). A carta mais antiga em que esta ilha aparece data de 1805. O topónimo provavelmente deriva do nome de John Kendrick (sénior), que entre a segunda metade do ano de 1789 e a sua morte em Dezembro de 1794 navegou frequentemente por aquela região do Pacífico (a viagens do seu navio, Lady Washington, continuaram até 1796) ou John Kendrick (júnior), que em Julho de 1789 entrou ao serviço da Armada espanhola em Nootka, como don Juan Kendrick e que foi enviado para Espanha em 1796. Kendrick tinha sido um hábil piloto nos galeões espanhóis e tinha estado na costa noroeste da América, no comércio das peles (no Eliza) em 1799. O seu tempo de serviço na Armada espanhola, durante o qual poderia ter localizado a ilha, desenvolveu-se entre 1789 e 1796. Um possível registo visual deve ter ocorrido entre a segunda metade de 1789 e 1796, ou numa viagem mercante de ou para o Extremo Oriente, ou numa viagem de um dos galeões de Manila em rota das Filipinas para a Nova Espanha (hoje o México).
- Adam Johann von Krusenstern[4] que refere uma carta desenhada pelo cartógrafo britânico John Arrowsmith, as Bishop Rocks, na posição 25° 20' N; 131° 15' E, foram descobertas em 1796 ou 1799 (os dados são inconsistentes) pelo capitão Bishop do Nautilus. Contudo, 1797 foi o único ano em que o Nautilus navegou para leste das ilhas Ryukyu, em viagem de Macau para Kamchatka (16 de junho a 25 de agosto de 1797). Deve ter sido durante esta viagem, provavelmente entre 6 e 31 de julho, que estes rochedos foram avistados, presumivelmente de longe. A posição corresponde a Minami Daitō-jima, ou mesmo Minami Daitō-jima e Kita Daitō-jima (as ilhas Borodino), as distância explicando a denominação de rochedos.
- Outro registo visual da Rasa ocorreu a 8 de maio de 1807 pela fragata francesa La Canonnière, comandada por Joseph-César de Bourayne, em viagem de Cavite para Acapulco. A suposta descoberta, cuja posição determinada foi de 24° 30' N; 130° 18' 30" E, foi chamada Île de la Canonnière.
- Os nomes de origem europeia que que perduraram nas ilhas por mais de 150 anos foram atribuídos em 1815 e em 1820: em 1815, Oki Daitō-jima foi avistada pelo último galeão de Manila, a fragata espanhola Fernando de Magallanes, e foi chamada Isla Rasa, "ilha rasa"; a posição foi determinada como sendo 24° 26' 40" N; 131° 03' 46" E de Greenwich; e a 2 de julho de 1820 Minami Daitō-jima e Kita Daitō-jima foram reavistadas pelo navio Borodino, da Companhia Russo-Americana, comandado pelo tenente Sachar Ivanovič Ponafidin, que as chamou Ostrova Borodino, "ilhas Borodino", em resultado do nome do navio. A posição geográfica determinada por ele foi 25° 50' N; 131° 12' E, para a ilha mais a sul, e 26° 02' N; 131° 15' E para a ilha mais a norte.
- O brigue Nile, do porto de Boston, capitaneado por Robert Bennet Forbes, numa viagem entre Cantão e as Ilhas Sandwich, em Agosto de 1825, avistou duas ilhas, a mais a sul das quais na posição 25° 42' N; 131° 13' E e a mais a norte na posição 25° 53' N; 131° 17' E. Os avistamentos foram claros, tendo-se marcado a posição recorrendo a dois cronómetros, o que garante terem sido avistamentos das ilhas Daito (então ilhas Borodino).